# 斯特拉丘戈峰
46°07′56″N 8°07′15″E / 46.13222°N 8.12083°E
斯特拉丘戈峰（義大利語：Pizzo Straciugo），是中歐的山峰，位於瑞士和意大利接壤的邊境，屬於本寧阿爾卑斯山脈的一部分，海拔高度2,713米，每年平均降雨量2,221毫米。